# Microchrysa matengoensis
Microchrysa matengoensis är en tvåvingeart som beskrevs av Lindner 1944. Microchrysa matengoensis ingår i släktet Microchrysa och familjen vapenflugor.
Artens utbredningsområde är Tanzania. Inga underarter finns listade i Catalogue of Life.